# Reino da Alânia
Alânia foi um reino medieval dos alanos (proto-ossetas) que se desenvolveu na Ciscaucásia, desde a sua independência do Canato Cazar no final do século IX até sua destruição pela invasão mongol de 1239-1240. Sua capital ficava na cidade de Magas. Seus habitantes eram pagãos até o século X, quando foram convertidos ao cristianismo. Alcançou o seu pico no século XI, sob o reinado de Durgulel.